# نیو اولم (تگزاس)
نیو اولم، تگزاس(به انگلیسی: New Ulm, Texas) یک محدوده ثبت‌نشده در ایالت تگزاس از ایالات جنوبی ایالات متحده آمریکا است.